# 克里斯·里德
克里斯·里德（英語：Chris Reed，1989年7月7日—2020年3月14日）生于美国密歇根州卡拉马祖，是一名代表日本参赛的男子花样滑冰运动员，主攻冰舞。他曾搭档凯茜·里德获得七枚全日本花样滑冰锦标赛冰舞金牌，参加八届世界花样滑冰锦标赛以及两届冬季奥林匹克运动会，并获得过2011年亚洲冬季运动会冰舞银牌。凯茜退役后，他改为与村元哉中搭档，期间获得三枚全日本花样滑冰锦标赛冰舞金牌，参加三届世界花样滑冰锦标赛以及2018年平昌冬季奥运。

## 早年生活
克里斯出生于美国密歇根州卡拉马祖。他的母亲是日本人，父亲是美国人。他的姐姐凯茜是他的首个冰舞比赛搭档，妹妹艾莉森同样是一名冰舞选手。三兄弟姐妹在新泽西州沃伦镇区长大。由于自身同时拥有日本及美国血统，他一度同时拥有日本国籍和美国国籍，然而由于日本仅承认未满22周岁人士拥有双重国籍，他在后来选择放弃美国国籍，仅保留日本国籍。

## 运动生涯

### 与凯茜·里德搭档

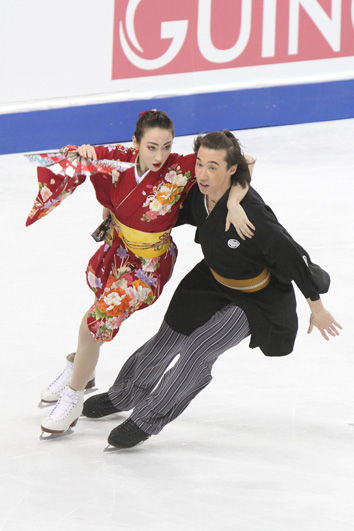
凯茜（左）和克里斯（右），摄于2010年世界花样滑冰锦标赛

克里斯·里德5岁时开始练习花样滑冰，他一开始主攻单人滑，10岁时，他与姐姐凯茜·里德搭档，改练冰舞，并开始在新泽西州训练，两人曾参加2006年美国锦标赛并获得新手组冠军，2006–07赛季开始代表日本参赛。
进入成年组后，两人在2006年萨格勒布大奖赛上获得第4名，同年年底在全日本锦标赛上获得第二名。2007年，两人首次参加四大洲花样滑冰锦标赛，获得第7名，这一排名高过部分进入成年组已有数年的搭档的排名。
2007–08赛季，两人完成了大奖赛的首秀，在美国大奖赛和NHK杯赛分别获得第9名和第8名。之后在全日本锦标赛上获得两人的首个全国冠军，2008年，两人首次出战世界锦标赛，获得第16名。2009–10赛季，两人成功入选2010年温哥华冬奥名单，冬奥正赛上两人获得第17名。一年后，两人参加2011年亚洲冬季运动会，获得冰舞银牌。2014年，两人入选索契冬奥名单，获得团体第5名及冰舞第21名。两人作为搭档参加的最后一项世界大赛单项赛是2015年世界花样滑冰锦标赛，在该次比赛中，两人获得第22名。
2014–15赛季后，凯茜·里德宣布退役，两人搭档关系亦宣告结束。

### 与村元哉中搭档
2015年6月17日，克里斯·里德宣布将与本土选手村元哉中搭档。两人在2015年NHK杯赛中完成搭档后的国际比赛首秀，结果获得第7名。一个月后，两人在全日本锦标赛上获得冠军，这是两人搭档后的首个全国比赛冠军。2016年2月，两人参加四大洲锦标赛，获得第7名，一个月后，两人完成搭档后的世界锦标赛首秀，结果获得第15名。
2017年2月，克里斯·里德与村元哉中出战亚洲冬季运动会，结果获得银牌。一个月后，两人再次出战世界锦标赛，结果获得第23名，错失了一次为国家获得2018年平昌冬奥席位的机会。同年9月底，两人参加内伯尔杯，结果获得银牌，成功为日本队取得冬奥冰舞项目席位。三个月后，两人第三次取得全日本锦标赛的冠军，入选冬奥阵容。2018年上半年，两人在国际大赛上接连取得一些突破，首先两人在1月进行的四大洲锦标赛上取得铜牌，这既是克里斯·里德首次在四大洲锦标赛上取得奖牌，也是日本队首次在四大洲锦标赛冰舞项目上取得奖牌。2月，两人出战平昌冬奥，参加团体和冰舞两个项目，分别取得第5名和第15名，其中冰舞项目的成绩平了日本队在往届冬奥同一小项的最好名次。3月，两人在世界锦标赛上取得第11名，刷新日本队在花样滑冰世锦赛冰舞项目上的最好名次。

### 退役
克里斯·里德与村元哉中原定参加2018年的NHK杯赛和俄罗斯大奖赛，然而两人在2018年8月宣布正式拆对，理由是“方向上的分歧”。拆对后，克里斯计划寻找新的搭档，然而许久之后始终未能回归赛场。最终他在2019年12月31日宣布结束运动生涯。

## 去世
2020年3月17日，克里斯·里德的妹妹艾莉森在社交媒体上公布克里斯的死讯。随后，日本滑冰联盟亦确认他于2020年3月14日因突发心搏停止在美国密歇根州底特律去世。他在去世前的3月11日曾在博客中称自己计划前往日本。克里斯的葬礼于21日进行，并在数个网络平台进行直播。姐姐凯茜亦于20日设立克里斯·里德纪念基金，该基金旨在培养下一代花样滑冰选手。

## 主要成绩
GP：大奖赛；CS: 挑战赛系列

### 与村元哉中搭档，代表日本
| 国际比赛                             | 国际比赛 | 国际比赛                    | 国际比赛      | 国际比赛 |
| 赛事                                 | 15–16    | 16–17                       | 17–18         | 18–19    |
| ------------------------------------ | -------- | --------------------------- | ------------- | -------- |
| 冬季奥运                             |          |                             | 第15名        |          |
| 世界锦标赛                           | 第15名   | 第23名                      | 第11名        |          |
| 四大洲锦标赛                         | 第7名    | 第9名                       | 第3名         |          |
| GP 俄罗斯大奖赛                      |          |                             |               | 退赛     |
| GP NHK杯                             | 第7名    | 退赛                        | 第9名         | 退赛     |
| GP 美国大奖赛                        |          | 第8名                       | 第7名         |          |
| CS 內伯爾盃                          |          |                             | 第2名         |          |
| CS 美国经典赛                        |          | 第2名                       | 第3名         |          |
| 亚洲冬季运动会                       |          | 第2名                       |               |          |
| 托伦杯                               | 第2名    | 第3名                       |               |          |
| 国内比赛                             |          |                             |               |          |
| 日本锦标赛                           | 第1名    | 第1名                       | 第1名         |          |
| 团体比赛                             |          |                             |               |          |
| 冬季奥运                             |          |                             | 第5名（团体） |          |
| 世界团体锦标赛                       |          | 第1名（团体） 第5名（单项） |               |          |
| 团体赛奖牌仅根据团体总排名进行分配。 |          |                             |               |          |

### 与凯茜·里德搭档，代表日本
| 国际比赛                             | 国际比赛 | 国际比赛 | 国际比赛                    | 国际比赛 | 国际比赛 | 国际比赛                    | 国际比赛                    | 国际比赛      | 国际比赛                    |
| 赛事                                 | 06–07    | 07–08    | 08–09                       | 09–10    | 10–11    | 11–12                       | 12–13                       | 13–14         | 14–15                       |
| ------------------------------------ | -------- | -------- | --------------------------- | -------- | -------- | --------------------------- | --------------------------- | ------------- | --------------------------- |
| 冬季奥运                             |          |          |                             | 第17名   |          |                             |                             | 第21名        |                             |
| 世界锦标赛                           |          | 第16名   | 第16名                      | 第15名   | 第13名   | 第24名                      | 第20名                      | 第18名        | 第22名                      |
| 四大洲锦标赛                         | 第7名    | 第7名    | 退赛                        |          |          |                             | 第7名                       |               |                             |
| GP NHK杯                             |          | 第8名    | 第8名                       | 第7名    | 第7名    | 第7名                       | 第5名                       | 第6名         | 第6名                       |
| GP 美国大奖赛                        |          | 第9名    |                             |          | 第7名    |                             |                             | 第5名         |                             |
| 萨格勒布大奖赛                       | 第4名    |          |                             | 第5名    |          |                             |                             |               |                             |
| 內伯爾盃                             |          |          |                             |          |          | 第4名                       |                             |               |                             |
| NRW杯                                |          |          |                             |          |          |                             | 第2名                       |               |                             |
| 托伦杯                               |          |          |                             |          |          |                             | 第2名                       |               |                             |
| 亚洲冬季运动会                       |          |          |                             |          | 第2名    |                             |                             |               |                             |
| 国内比赛                             |          |          |                             |          |          |                             |                             |               |                             |
| 日本锦标赛                           | 第2名    | 第1名    | 第1名                       | 第1名    | 第1名    | 退赛                        | 第1名                       | 第1名         | 第1名                       |
| 团体比赛                             |          |          |                             |          |          |                             |                             |               |                             |
| 冬季奥运                             |          |          |                             |          |          |                             |                             | 第5名（团体） |                             |
| 世界团体锦标赛                       |          |          | 第3名（团体） 第5名（单项） |          |          | 第1名（团体） 第6名（单项） | 第3名（团体） 第4名（单项） |               | 第3名（团体） 第6名（单项） |
| 团体赛奖牌仅根据团体总排名进行分配。 |          |          |                             |          |          |                             |                             |               |                             |

### 与凯茜·里德搭档，代表美国
| 国内比赛       | 国内比赛 | 国内比赛 | 国内比赛 |
| 赛事           | 03–04    | 04–05    | 05–06    |
| -------------- | -------- | -------- | -------- |
| 美国锦标赛     |          |          | 第1名 N  |
| 东部地区锦标赛 | 第10名 N | 第5名 N  | 第1名 N  |
| 北大西洋地区赛 |          | 第1名 N  |          |
| N = 新手组     |          |          |          |